# Mortes misteriosas de empresários russos em 2022
As mortes misteriosas de empresários russos em 2022 são uma série de mortes incomuns de empresários russos ou altos funcionários bem-conectados em 2022 e que prossegui nos anos seguintes. A maioria das mortes foi oficialmente declarada como suicídio, mas vários comentaristas sugeriram que as circunstâncias dos suicídios parecem suspeitas e podem ter sido encenadas. A série de mortes extraordinárias já mereceu o nome de "Síndrome de Morte Súbita Russa".  e alguns dos incidentes  incluíram a morte de familiares das vítimas. 

## Análise
Em 3 de junho de 2022, a rede de notícias holandesa NOS descreveu o fenômeno como "uma série sombria de bilionários russos, muitos das indústrias de petróleo e gás, que foram encontrados mortos em circunstâncias incomuns desde o início deste ano. Tudo começou em 30 de janeiro, quando Leonid Shulman, de 60 anos, chefe de transporte da gigante de energia russa Gazprom, foi encontrado morto no banheiro de sua casa de campo na região de Leningrado. Ao lado de seu corpo havia uma nota de suicídio." Em 6 de julho de 2022, a CNN Portugal descreveu o grupo como “milionários com ligações diretas ou indiretas ao Kremlin encontrados mortos num cenário misterioso desde o início do ano”. Referia-se a uma investigação anterior do USA Today, que concluiu que "38 empresários e oligarcas russos próximos ao Kremlin morreram em circunstâncias misteriosas ou suspeitas entre 2014 e 2017".
Amigos e familiares dos empresários russos falecidos geralmente acharam "impensável" que eles se matassem - e em alguns casos também suas esposas e filhos - e exigiram uma investigação independente sobre as mortes misteriosas. Igor Volobuyev, o ex-vice-presidente do Gazprombank nascido na Ucrânia, que deixou a Rússia durante a eclosão da invasão russa da Ucrânia em 2022 e se juntou à Legião da Liberdade da Rússia,
 disse em entrevista ao The Insider que ele achava que o suposto assassinato de sua família por seu ex-colega Vladislav Avayev e o subsequente suicídio haviam sido encenados: "Por quê? Isso é difícil de dizer. Talvez ele soubesse de alguma coisa e representasse algum tipo de perigo." Da mesma forma, o filho de Sergey Protosenya, que não estava na Espanha quando seus pais e irmã foram encontrados mortos em Lloret de Mar, afirmou que seu pai não era o autor ("meu pai não é um assassino"), mas que seus pais e irmã foram assassinados por alguém. Protosenya era o ex-CEO da gigante do gás Novatek, que publicou um comunicado dizendo que ele era "um verdadeiro homem de família" e pediu às autoridades espanholas que conduzissem uma investigação completa e imparcial.

## Lista de mortes
| Nome                 | Data da morte           | Local onde o corpo foi encontrado                                        | Circunstâncias | Emprego |
| -------------------- | ----------------------- | ------------------------------------------------------------------------ | --- | --- |
| Leonid Shulman       | 30 de Janeiro de 2022   | Banheiro da residência em Oblast de Leningrado                           | Bilhete de suicídio encontrado ao lado do corpo. | Chefe de transporte da Gazprom Invest.                                                                                          |
| Alexander Tyulakov   | 25 de Fevereiro de 2022 | Garagem da residência em São Petersburgo                                 | Bilhete de suicídio encontrado ao lado do corpo. | Executivo na Gazprom. |
| Mikhail Watford      | 28 de Fevereiro de 2022 | Garagem da residência em Surrey                                          | Autoridades britânicas não encontraram evidências de crime. | Bilionário russo nascido na Ucrânia.                                                                                            |
| Vasily Melnikov      | 23 de Março de 2022     | Apartamento em Nizhny Novgorod                                           | Esfaqueado. Mulher e dois filhos encontrados mortos ao lado dele | Empresário russo e proprietário da Medstorm.                                                                                    |
| Vladislav Avayev     | 18 de Abril de 2022     | Apartamento de luxo em Moscou                                            | Morto a tiro. Mulher e filha de 13 anos encontrados mortos ao seu lado. | Ex vice-presidente do Gazprombank.                                                                                              |
| Sergey Protosenya    | 19 de Abril de 2022     | Jardim da residência emLloret de Mar, Espanha                            | Protosenya estava pendurado em um corrimão. Esposa e filha foram encontradas mortas em suas camas com golpes de machado contundentes e facadas.                                                                                        | Ex-executivo na Novatek. |
| Andrei Krukovsky     | 2–3 de Maio de 2022     | Sochi, penhasco perto da fortaleza Achipse                               | Supostamente "caiu de um penhasco enquanto fazia uma caminhada para a fortaleza Achipse". | Administrador do resort de ski Estosadok Krasnaya de propriedade da Gazprom.                                                    |
| Alexander Subbotin   | 8–9 de maio de 2022     | Moscou, no porão de um xamã jamaicano                                    | Supostamente morreu de um ataque cardíaco induzido por overdose durante um ritual xamânico, apesar de críticos alegarem ter sido 'veneno de sapo'.                                                                                     | Membro do conselho da Lukoil.                                                                                                   |
| Yuri Voronov         | 4 de julho de 2022      | Piscina da residência em Oblast de Leningrado                            | Tiros na cabeça, pistola encontrada ao lado do corpo | CEO da Astra-Shipping, uma empreiteira da Gazprom.                                                                              |
| Dan Rapoport         | 14 de agosto de 2022    | apartamento de luxo em Washington D.C.                                   | Supostamente morreu em uma queda do seu apartamento. | Empresário russo nascido na Letônia e crítico mordaz de Putin.                                                                  |
| Ravil Maganov        | 1 de setembro de 2022   | Moscou, sob a janela de um Hospital do Kremlin                           | Supostamente hospitalizado por problemas cardíacos e depressão, depois "caiu de uma janela". | Presidente da gigante do petróleo russa Lukoil e crítico mordaz de Putin.                                                       |
| Ivan Pechorin        | 12 de setembro de 2022  | Corpo encontrado no mar a 100 milhas de Vladivostok                      | Teria caído do próprio barco | Diretor de aviação da companhia russa Far East and Arctic Development Corporation (KRDV)                                        |
| Anatoly Gerashchenko | 21 de Setembro de 2022  | Escada no interior do Instituto de Aviação de Moscou                     | Alegadamente caiu de um lance de escadas dentro do Instituto. | Ex-chefe do Instituto de Aviação de Moscovo                                                                                     |
| Grigory Kochenov     | 7 de Dezembro de 2022   | Rua Volodarsky, Nizhny Novgorod                                          | Teria caído da varanda enquanto funcionários do Comitê de Investigação executavam um mandado de busca no seu apartamento. | Diretor Criativo da Agima, uma empresa de TI                                                                                    |
| Dmitriy Zelenov      | 9 de Dezembro de 2022   | Antibes , Riviera Francesa, França                                       | Alegadamente sentiu-se mal e caiu dumas escadas e bateu com a cabeça. Morreu no hospital sem recuperar a consciência. | Co-fundador da Don-Story, uma empresa de construção                                                                             |
| Pavel Antov          | 24 de Dezembro de 2022  | Abaixo de uma janela do Hotel Sai International, Rayagada, Odisha, Índia | Teria caído da janela do Hotel Sai International; um seu outro colega russo, Vladimir Bidenov, tinha morrido no mesmo hotel dois dias antes. Antov tinha expressado "falta de entusiasmo" pela "operação militar especial" na Ucrânia. | Fundador da Vladmirsky Standart, uma empresa de processamento de carne, e deputado da Assembleia Legislativa de Vladimir Oblast |
| Vadim Stroykin       | 2025                    | Encontrado morto na rua Parfenovskaya, em São Petersburgo.               | Segundo as fontes oficiais, teria cometido suicídio atirando-se do décimo andar durante uma busca policial. O músico tinha-se manifestado contra a guerra na Ucrânia.                                                                  | Músico e compositor |
|                      |                         |                                                                          | | |